# Oedignatha escheri
Oedignatha escheri là một loài nhện trong họ Corinnidae.
Loài này thuộc chi Oedignatha. Oedignatha escheri được Eduard Reimoser miêu tả năm 1934.